# Bremerland

Historisches Logo von 1992

Alternatives Logo

Die historische Großmolkerei Bremerland war bis Ende der 1990er Jahre ein eigenständiges Unternehmen mit alleinigem Sitz in Bremen. Nach Fusion mit Nordmilch wurde das Unternehmen im Jahr 2005 abgewickelt und mit der Marke Milram verschmolzen. Aufgrund der nach wie vor hohen Markenbindung von Bremerland in der Region Bremen traten Anfang 2020 die dortigen Bauern an das Deutsche Milchkontor heran, um die Marke wiederzubeleben.
Am 28. Februar 2020 gab die DMK die Rückkehr der Marke Bremerland bekannt. Bereits ab April 2020 sollen erste Produkte unter dem Markennamen Bremerland wieder käuflich zu erwerben sein. Die für diese Produkte verwendete Milch stammt ausschließlich von Bauernhöfen aus dem Bundesland Bremen.

## Geschichte
Die historische Großmolkerei Bremerland hat eine bewegte Geschichte hinter sich. 1930 gegründet als Bremer Milchabsatzgenossenschaft, befand sich der Firmensitz jahrzehntelang in der Admiralstraße im Bremer Stadtteil Findorff. Im Jahr 1965 gab sich die Bremer Milchabsatzgenossenschaft den Namen Großmolkerei Bremerland, welche ihre Produkte unter dem Namen Bremerland bewarb. Anfang der 1990er-Jahre wurde aus Platzgründen die Produktion und Verwaltung ins niedersächsische Umland nach Stuhr-Seckenhausen verlegt. Nachdem die Großmolkerei Bremerland 1999 durch die damalige Nordmilch übernommen worden war, wurde der Verwaltungssitz wieder nach Bremen zurückverlegt. Im Jahr 2005 wurde das Unternehmen mit Nordmilch endgültig verschmolzen und die Marke Bremerland durch Milram ersetzt.
Nordmilch selbst firmiert seit dem Jahr 2010 als Deutsches Milchkontor. Am 28. Februar 2020 gab die DMK bekannt, wieder Produkte unter der Marke Bremerland zu vertreiben.
Bremerland trat bei verschiedenen Veranstaltungen und Unternehmen als Großsponsor auf. Zum Beispiel war die historische Bremerland Großsponsor sowohl des SV Werder Bremen als auch des Bremer 6-Tage-Rennens.

### Produkte
- Milch
- Kakao
- Butter
- Quark
- Joghurt
- Speiseeis